# Csinü állomás
Csinü (Jinwi) állomás a szöuli metró 1-es vonalának  állomása Kjonggi (Gyeonggi) tartomány Phjongthek (Pyeongtaek) városában.

## Viszonylatok
| 1-es vonal                            | 1-es vonal                              | 1-es vonal                                    |
| ------------------------------------- | --------------------------------------- | --------------------------------------------- |
| Oszan (Osan) Szojoszan (Soyosan) felé | Kjongbu (Gyeongbu) szakasz személyvonat | Szongthan (Songtan) Sincshang (Sinchang) felé |
| Korail                                |                                         |                                               |
| Oszan (Osan) Szöul felé               | Kjongbu (Gyeongbu) vonal                | Szongthan (Songtan) Puszan (Busan) felé       |